# Handwara
Handwara é uma cidade e uma notified area committee in Kupwara District, no estado indiano de Jammu e Kashmir.

## Demografia
Segundo o censo de 2001, Handwara tinha uma população de 10 624 habitantes. Os indivíduos do sexo masculino constituem 55% da população e os do sexo feminino 45%. Handwara tem uma taxa de literacia de 54%, inferior à média nacional de 59,5%: a literacia no sexo masculino é de 66% e no sexo feminino é de 38%. Em Handwara, 13% da população está abaixo dos 6 anos de idade.